# Cantone di Les Trois-Moutiers
Il Cantone di Les Trois-Moutiers era una divisione amministrativa dell'arrondissement di Châtellerault.
È stato soppresso a seguito della riforma complessiva dei cantoni del 2014, che è entrata in vigore con le elezioni dipartimentali del 2015.
Comprendeva i comuni di:
- Berrie
- Bournand
- Curçay-sur-Dive
- Glénouze
- Morton
- Pouançay
- Ranton
- Raslay
- Roiffé
- Saint-Léger-de-Montbrillais
- Saix
- Ternay
- Les Trois-Moutiers
- Vézières